# 송진욱
송진욱(1996년 8월 20일 ~ )은 대한민국의 전직 축구 선수이다. 현역 시절 포지션은 미드필더였다.

## 클럽 경력
송진욱은 원광대학교 축구부 출신으로, 2018년 타이 리그 3의 데포 FC에 입단하였다.
이후 2019년, K3리그 어드벤스의 이천시민축구단에 입단하였다.
2020시즌을 앞두고 FC 안양과 프로 계약을 체결하였다.
2020시즌 종료 후 현역에서 은퇴했다.